# Kaple svatého Jana Křtitele (Ústí nad Orlicí)
Klasicistní kaple svatého Jana Křtitele z roku 1806 se nalézá v Lázeňské ulici poblíž silnice vedoucí na Andrlův chlum v okresním městě Ústí nad Orlicí. Kaple byla vystavěna při příležitosti plánovaného zřízení lázeňského provozu v těchto místech a byla posvěcena 24. června roku 1812. Kaple je od roku 1958 chráněna jako nemovitá kulturní památka ČR.

## Popis
Kaple svatého Jana Křtitele je postavena na obdélném půdorysu se zaobleným ( uvnitř pětibokým) kněžištěm se sedlovou střechou se sanktusníkem s cibulovou bání uprostřed. Střechu pokrývají drobné břidlicové šablony. 
Fasáda je hladce omítaná s lisenovými rámy zakončená profilovanou římsou. Vstupní průčelí zdobí po stranách dvojité liseny, pískovcový pravoúhlý portál je shora chráněn profilovanou vyklenutou římsou s erbem.
Průčelí kaple zakončuje vysoký volutový štít členěný lisenami, s kruhovým oknem uprostřed. Vrchol štítu má trojúhelníkový tvar a je zakončen kamenným podstavcem s kovaným křížem, svatozáří a písmeny IHS. 
Interiér kaple je zaklenutý dvěma poli valené klenby, závěr tvoří pětiboké kněžiště.